# Флаг Фалилеевского сельского поселения
Флаг муниципального образования «Фалилеевское сельское поселение» Кингисеппского муниципального района Ленинградской области Российской Федерации — опознавательно-правовой знак, служащий официальным символом муниципального образования.
Флаг утверждён 5 февраля 2009 года и внесён в Государственный геральдический регистр Российской Федерации с присвоением регистрационного номера 4843.

## Описание флага
«Флаг муниципального образования „Усть-Лужское сельское поселение“ Кингисеппского муниципального района Ленинградской области представляет собой прямоугольное полотнище с отношением ширины флага к длине — 2:3, воспроизводящее композицию герба муниципального образования „Усть-Лужское сельское поселение“ Кингисеппского муниципального района Ленинградской области в синем и белом цветах».
Геральдическое описание герба, утверждённое 5 февраля 2009 года, гласило: «В зелёном поле в окружении фигуры, подобной стоящему в оконечности серебряному ковшу о двух рукоятях, выходящих из верхних углов щита, покрытой серебряной кольчугой и обременённой тремя зелёными ветвями ясеня с такими же листьями и серёжками, две из которых положены накрест, а третья, малая — поверх них в столб; сидящий на серебряном перстне такой же лебедь вправо, с воздетым крылом».
Геральдическое описание герба, утверждённое 10 марта 2009 года, гласит: «В зелёном поле в окружении фигуры, подобной стоящему в оконечности серебряному ковшу о двух рукоятях, выходящих из верхних углов щита, покрытой серебряной кольчугой и обременённой тремя зелёными ветвями ясеня с такими же листьями и серёжками, две из которых положены накрест, а третья, малая — поверх них в столб; серебряный бурлет с нашлемником в виде сидящего серебряного лебедя вправо с воздетым крылом».

## Обоснование символики
Флаг составлен на основании герба муниципального образования, в соответствии с традициями и правилами геральдики и отражает исторические, культурные, социально-экономические, национальные и иные местные традиции.
Решением Совета депутатов от 10 марта 2009 года № 293 обоснование символики из текста решения от 5 февраля 2009 года № 281 было исключено.
Фигура, подобная вписанному ковшу, покрытому кольчугой — напоминание о Кайболовском городище — археологическом памятнике, расположенном в месте, где река Сума делает подобный изгиб. Также эта фигура олицетворяет название — река Сума, так — как по форме напоминает суму (сумку). Она покрыта кольчугой, олицетворяющей военную историю городища, его оборонный характер; перстень напоминает о местных средневековых мастерах-ювелирах.
Серебряный перстень — археологическая находка на территории Кайболовского городища.
Лебедь — фигура с родового герба Шемиотов — некогда владельцев усадьбы Кайбола. Одновременно, аллегория местной природы. Лебедь, сидящий на перстне символизирует бережное отношение к историческому прошлому поселения, память о нём.
Три зелёные ветви ясеня — напоминание расположенных на территории муниципального образования «Фалилеевское сельское поселение» трёх наиболее крупных старинных усадебных комплекса: Кайбола, Домашева и Утешение (Лилино).
Зелёный цвет — возрождение природы каждую весну, цвет лесных и сельскохозяйственных угодий. Символ жизни, возрождения природы и плодородия.
Белый цвет (серебро) — чистота помыслов, искренность, правдивость, невинность, благородство, откровенность, непорочность, надежда.